# 萌芽松
萌芽松（学名：Pinus echinata）是松科松属的植物，原生長於北美洲東部，目前已由人工引种栽培。可長至20至30米高。